# Seznam chráněných území v okrese Sokolov
Toto je seznam chráněných území v okrese Sokolov aktuální k roku 2017, ve kterém jsou uvedena chráněná území v oblasti okresu Sokolov.
| Kód  | Obrázek                                                                | Typ  | Název                  | Rozloha (ha) | Galerie Commons                                                                  | Popis území | Souřadnice                       |
| ---- | ---------------------------------------------------------------------- | ---- | ---------------------- | ------------ | -------------------------------------------------------------------------------- | --- | -------------------------------- |
| 1142 | Dominova skalka                                                        | PP   | Dominova skalka        | 6,61         | Kategorie „Dominova skalka (nature monument)“ na Wikimedia Commons               | Hadcová skalka s typickými společenstvy | 50°4′17″ s. š., 12°47′5″ v. d.   |
| 672  | Kamenný hřib                                                           | PP   | Kamenný hřib           | 0,08         | Kategorie „Kamenný hřib“ na Wikimedia Commons                                    | Zachování bizarního balvanu, který je typickou ukázkou zvětrávání a rozpadu žul karlovarského masivu. | 50°19′11″ s. š., 12°36′47″ v. d. |
| 166  | Dřevěný chodník v NPR                                                  | NPR  | Kladské rašeliny       | 264,60       | Kategorie „Kladské rašeliny“ na Wikimedia Commons                                | Rašeliny (vrchoviště) s typickou květenou. | 50°1′34″ s. š., 12°40′16″ v. d.  |
| 1852 | Moučné pytle                                                           | PP   | Moučné pytle           | 0,61         | Kategorie „Moučné pytle“ na Wikimedia Commons                                    | Ukázka blokové odlučnosti žuly | 50°10′56″ s. š., 12°49′36″ v. d. |
| 6142 | Na Vážkách                                                             | PP   | Na Vážkách             | 2,626        | Kategorie „Na Vážkách“ na Wikimedia Commons                                      | Rybník s druhově bohatým společenstvem vážek | 50°7′18″ s. š., 12°44′49″ v. d.  |
| 6147 | Opuštěná pískovna v Sokolovské pánvi                                   | NPP  | Pískovna Erika         | 20,2926      | Kategorie „Pískovna Erika“ na Wikimedia Commons                                  | Ochrana mokřadních a vodních ekosystémů s vegetací parožnatek a lokalita čolka velkého. Evropsky významná lokalita je od roku 2018 Národní přírodní památka | 50°12′49″ s. š., 12°36′16″ v. d. |
| 320  | Pluhův bor                                                             | NPR  | Pluhův bor             | 87,23        | Kategorie „Pluhův bor (national nature reserve)“ na Wikimedia Commons            | Ochrana typických hadcových společenstev ve Slavkovském lese. | 50°3′14″ s. š., 12°46′49″ v. d.  |
| 1542 |                                                                        | PP   | Přebuzské vřesoviště   | 89,78        | Kategorie „Přebuzské vřesoviště“ na Wikimedia Commons                            | Ochrana komplexu polopřirozených biotopů, vzniklých po těžbě rašeliny, sloužící jako refugium vzácných a ohrožených druhů rostlin a živočichů. | 50°22′44″ s. š., 12°36′17″ v. d. |
| 363  |                                                                        | PP   | Rašeliniště Haar       | 9,87         | Kategorie „Rašeliniště Haar (natural monument)“ na Wikimedia Commons             | Rašelina s klečí bahenní a vrchovištní květenou. | 50°20′45″ s. š., 12°35′6″ v. d.  |
| 3381 |                                                                        | PR   | Rašeliniště u myslivny | 28,72        | Kategorie „Rašeliniště u myslivny“ na Wikimedia Commons                          | rostlinná společenstva rašelinných, slatinných a střídavě vlhkých luk, pramenišť a vřesovišť; populace vzácného motýla hnědáska chrastavcového | 50°5′31″ s. š., 12°44′50″ v. d.  |
| 5703 | Rolavská vrchoviště                                                    | NPR  | Rolavská vrchoviště    | 751,15       | Kategorie „Rolavská vrchoviště (National natural monument)“ na Wikimedia Commons | Přirozené lesní porosty tvořené především společenstvy rašelinných smrčin, podmáčených smrčin a horských třtinových smrčin, společenstva vrchovišť s klečí, otevřených vrchovišť, vrchovištních šlenků, přechodových rašelinišť a horských a podhorských vřesovišť, jedinečná společenstva rostlin a bezobratlých živočichů vázaná na ruiny areálu a zbytky staveb bývalé úpravny cínové rudy | 50°23′31″ s. š., 12°37′49″ v. d. |
| 373  | Popis obrazku                                                          | PP   | Rotava                 | 0,40         | Kategorie „Rotava (natural monument)“ na Wikimedia Commons                       | Ukázka sloupcovitého rozpadu čediče | 50°18′12″ s. š., 12°34′25″ v. d. |
| 41   | Slavkovský les                                                         | CHKO | Slavkovský les         | 64 000       | Kategorie „slavkovský les“ na Wikimedia Commons                                  | | 50°4′16″ s. š., 12°41′45″ v. d.  |
| 1168 | Popis obrazku                                                          | PP   | Studenec               | 2,78         | Kategorie „Studenec (natural monument)“ na Wikimedia Commons                     | Mokřadní louka s porostem ďáblíku bahenního | 50°15′17″ s. š., 12°31′22″ v. d. |
| 6148 | Odvaly po těžbě rud v Krušných horách na svahu vrchu Tisovec u Kraslic | PP   | Tisovec                | 10,5232      | Kategorie „Tisovec (evropsky významná lokalita)“ na Wikimedia Commons            | Ochrana vegetace druhotných vřesovišť a stanovišť s výskytem terestrických a saxikolních druhů lišejníků. Evropsky významná lokalita je od roku 2018 Přírodní památka | 50°21′15″ s. š., 12°30′25″ v. d. |
| 628  | v údolí Ohře u Starého Sedla                                           | PP   | Údolí Ohře             | 34,19        | Kategorie „Údolí Ohře“ na Wikimedia Commons                                      | Ochrana pseudokrasových jevů, které se spolu s významnými geologickými profily, obsahujícími četné fosilní části třetihorní flóry nalézají v sedimentech sokolovské pánve po obou březích morfologicky výrazného údolí řeky Ohře u Starého Sedla a ochrana na ně vázaných rostlinných a živočišných společenstev.                                                                             | 50°11′8″ s. š., 12°42′27″ v. d.  |
| 1366 |                                                                        | PR   | Údolí Teplé            | 172,00       | Kategorie „Údolí Teplé“ na Wikimedia Commons                                     | Údolí řeky s přilehlými zalesněnými svahy | 50°2′58″ s. š., 12°49′24″ v. d.  |
| 1299 | Popis obrazku                                                          | PR   | V rašelinách           | 23,19        | Kategorie „V rašelinách“ na Wikimedia Commons                                    | Rašelinný bor s typickým podrostem | 50°15′45″ s. š., 12°30′54″ v. d. |
| 610  | Vysoký kámen                                                           | PP   | Vysoký kámen           | 3,00         | Kategorie „Vysoký kámen 773m“ na Wikimedia Commons                               | Zachování geologicky, geomorfologicky a esteticky významného skalního útvaru – drobového kvarcitu, který je důležitým korelačním horizontem v metamorfovaných horninách ordovického stáří, s kamenným mořem, které je vzorovým příkladem kryogenního zvětrávání hornin ve čtvrtohorách – a na něj vázaných rostlinných a živočišných společenstev.                                            | 50°18′8″ s. š., 12°24′22″ v. d.  |

## Zrušená chráněná území
| Kód | Obrázek | Typ | Název               | Rozloha (ha) | Galerie Commons                                          | Popis území | Souřadnice                       |
| --- | ------- | --- | ------------------- | ------------ | -------------------------------------------------------- | --- | -------------------------------- |
| 496 |         | NPR | Velké jeřábí jezero | 26,90        |                                                          | Botanicko-rašelinářská rezervace. Dne 1. července 2012 byla národní přírodní rezervace zrušena a stala se součástí nově vyhlášené národní přírodní rezervace Rolavská vrchoviště.                                             | 50°24′18″ s. š., 12°35′21″ v. d. |
| 501 |         | NPR | Velký močál         | 50,27        | Kategorie „Rašeliniště Velký močál“ na Wikimedia Commons | Ochrana horského rašeliniště s porosty kleče a význačnou květenou a zvířenou. Dne 1. července 2012 byla národní přírodní rezervace zrušena a stala se součástí nově vyhlášené národní přírodní rezervace Rolavská vrchoviště. | 50°23′40″ s. š., 12°38′29″ v. d. |